# Mona Lisa (groupe)
Pour les articles homonymes, voir Mona Lisa.
Cet article concerne le groupe de rock progressif français. Pour le tableau, voir Mona Lisa. Pour d'autres sujets incluant le terme « Mona Lisa », voir Mona Lisa (homonymie).

Mona Lisa est un groupe de rock progressif français, originaire d'Orléans, dans le Loiret. Parmi les membres du groupe, on note Dominique Le Guennec, Francis Poulet, Jean-Paul Pierson, Pascal Jardon, et Jean-Luc Martin.

## Biographie
Mona Lisa est formé en 1973 à Orléans. Ils engagent le producteur Jean-Michel Brézovar (guitariste d'Ange), et enregistrent leur premier album, l Escapade, publié en 1974. Avec Brézovar, le groupe fait les premières parties d'Ange. Pendant leurs concerts, le groupe ajoute une touche de « théâtralisation baroque » dans la veine de leurs confrères, mais également de Genesis avec Peter Gabriel.
Après quatre autres albums - Grimaces (1975) — Le Petit Violon de monsieur Grégoire (1976), Avant qu'il ne soit trop tard (1977) et Vers demain (1978) —, le groupe se sépare et sombre dans l'oubli. Ce quatrième album se fera d’ailleurs sans Dominique Le Guennec, remplacé au chant par le batteur Francis Poulet. Mona Lisa se sépare sur cet échec artistique et commercial. 
En 1998, après presque vingt ans d'inactivité, le groupe se reforme autour de Dominique Le Guennec, avec les trois quarts des membres du groupe Versailles, et sort un album, De l'ombre à la lumière. Dans cette formation, ils donneront un concert aux États-Unis, au Festival Progfest, qui donnera lieu à un CD live éponyme à l’événement.

## Style musical
Le style musical de Mona Lisa est inspiré notamment par le groupe Ange bien que la façon de chanter soit très différente. Mona Lisa, par son lyrisme et sa musique inspirée, est l'un des groupes qui aura marqué le rock progressif français des années 1970. Les albums de la maturité sont Le Petit Violon de monsieur Grégoire et Avant qu'il ne soit trop tard.

## Discographie
- 1974 : L'Escapade
- 1975 : Grimaces
- 1976 : Le Petit Violon de monsieur Grégoire
- 1977 : Avant qu'il ne soit trop tard
- 1978 : Vers demain
- 1998 : De l'ombre à la lumière
- 2001 : Progfest 2000 (live)
- 2021 : Vincent et MONA